# Port Hudson (Luisiana)
Port Hudson  es una reducida comunidad no incorporada al término de su gobierno municipal, en East Baton Rouge Parish (Parroquia de Baton Rouge Este) en el estado de Luisiana, Estados Unidos. Localizada a 32 kilómetros al noroeste de Baton Rouge, es famosa sobre todo por una batalla de la Guerra de Secesión conocida como El Asedio de Port Hudson.

## Geografía
Port Hudson se localiza en las coordenadas 30.678056 Norte y 91.268889 Oeste, a lo largo del banco del río Misisipi.

## Historia

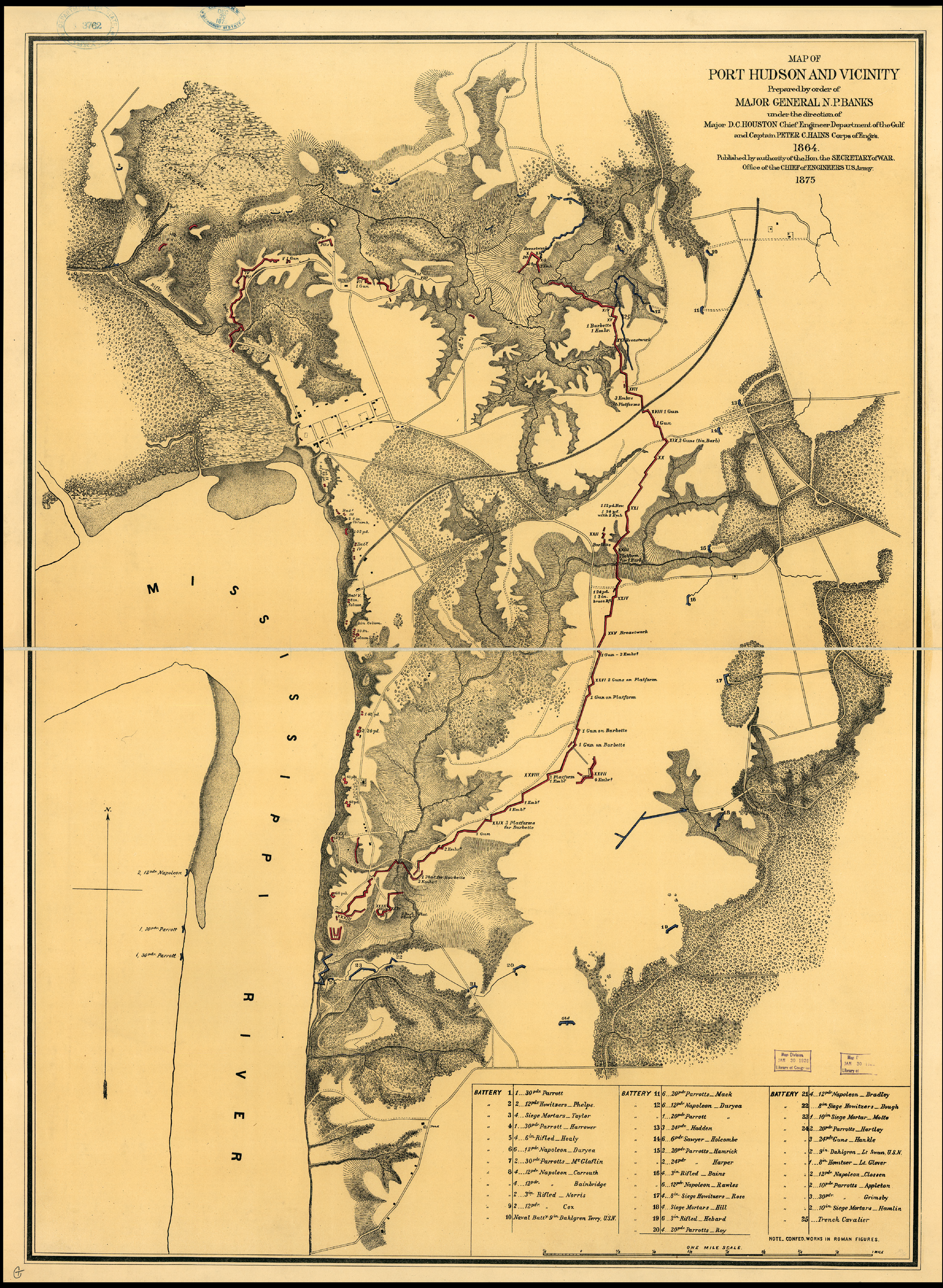
Port Hudson y Vicinity, 1864.

En 1833, una de las primeras vías de ferrocarril de los Estados Unidos fue construida desde Port Hudson a Clinton. Clinton era un centro de intercambio comercial con un alto nivel de producción, la cual se enviaba en principio por ferrocarril, y luego se transfería a Port Hudson mediante barcos de vapor. Old Port Hudson se incorporó como ciudad en 1838.
Durante la Guerra de Secesión, la zona fue escena de una amarga lucha en la que los Confederados y Unionistas se batieron por el control del Misisipi. Restos de dicho enfrentamiento y de algunos emplazamientos antiguos todavía pueden ser vistos en el recodo del río Misisipi. Los raíles y las vías del ferrocarril fueron retirados antes de la década de 1920.
A los que por entonces se les conocía como el Primer y Tercer Regimiento de la Guardia Nativa de Luisiana (más tarde denominadas 'United States Colored Troops'), se probaron a ellos mismos en el bando unionista, donde fueron las primeras tropas de clina melanoafricana del ejército, comandadas por oficiales de color negro. Una minoría de hombres del regimiento eran libres y de color, que se educaron antes de la guerra. La mayoría de los soldados fueron esclavos afroamericanos que huyeron de las líneas confederadas para ganar la libertad y apoyar la guerra a favor de los unionistas.
El Cementerio Nacional de Port Hudson fue construido en el área, en un principio como lugar de entierro de soldados unionistas caídos.

## Hitos de la actualidad
- Una porción del campo de batalla está mantenido por el estado de Luisiana como un parque y museo, llamado 'Port Hudson State Historic Site'.
- En 1930, La División de Luisiana erigió el monumento de los soldados confederados en el lugar; un obelisco de 11.000 libras de peso, en memoria de los defensores. En 2007 el monumento fue llevado a uno de los pocos edificios supervivientes al Asedio de Port Hudson.
- En 1974 el Cementerio Nacional de Port Hudson fue designado hito histórico nacional por el Departamento de Interior de EE. UU. Está administrado por El Servicio de Parques Nacionales.
- En 2009, fue designado entre los 26 primeros lugares destacados de la herencia afroamericana de Luisiana.

## Representación en la cultura
- “La Brigada Negra en Port Hudson” poema de John A. Dorgan. Antología en “El Registro de la Rebelión: un Diario de Eventos Americanos: Poesía e Incidentes,” Vol.7, Ed. Frank Moore.
- “El Regimiento Negro: Port Hudson, 27 de mayo, 1863” de George Henry Boker (1823-1890). Incluido en “El Registro de la Rebelión: un Diario de Eventos Americanos: Poesía e Incidentes,” Vol.7, Ed. Frank Moore.

Este último poema fue traducido al alemán y publicado, una copia del cual se ha conservado en “La Colección de Los Soldados Negros”, en el Centro de Investigación Williams en Nueva Orleans.

## Eventos

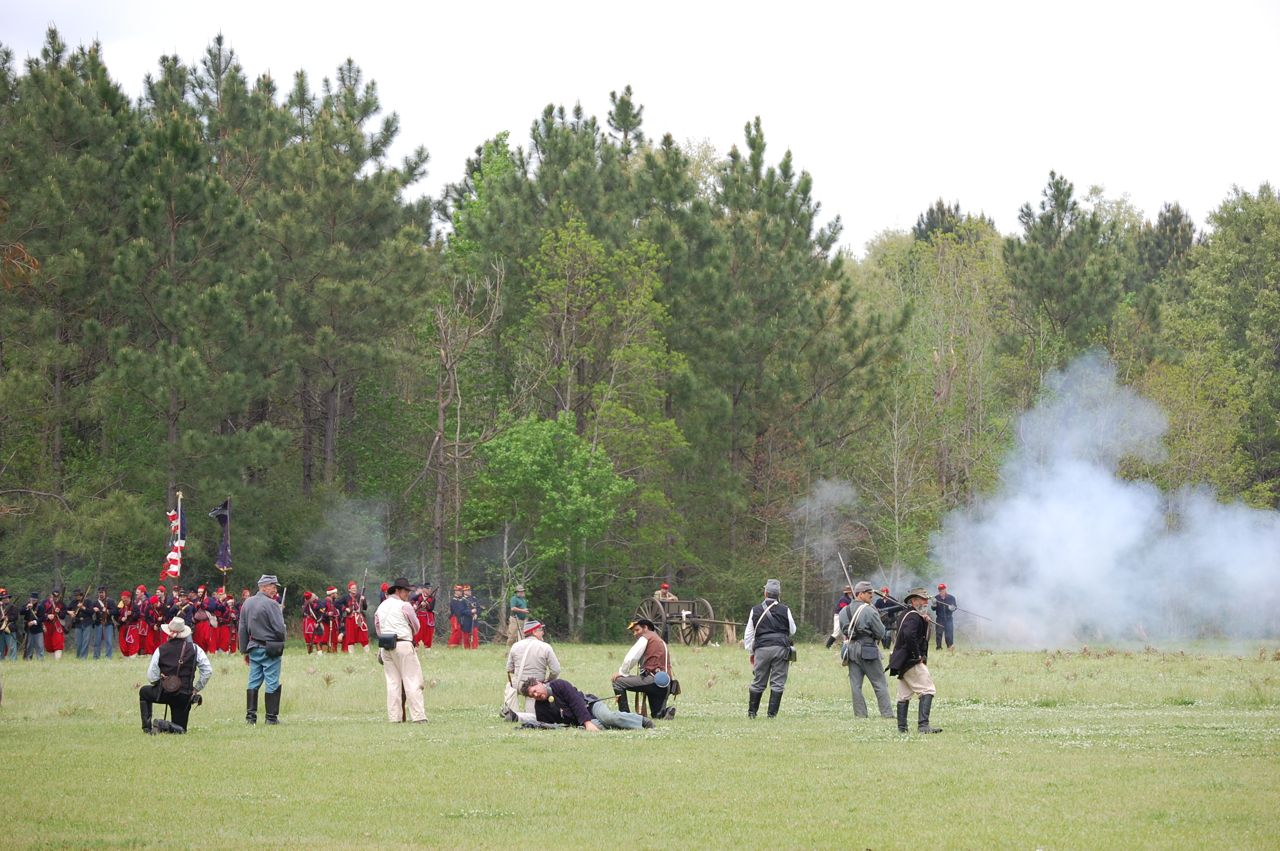
Recreación de la Guerra de Secesión en el Asedio a Port Hudson.

Una recreación del Asedio a Port Hudson tiene lugar anualmente en la zona.